# Artur Lorkowski
Artur Lorkowski (ur. 1974 w Sierpcu) – polski urzędnik służby cywilnej i dyplomata. W latach 2013–2017 ambasador RP w Austrii. W latach 2020–2021 zastępca prezesa Narodowego Funduszu Ochrony Środowiska i Gospodarki Wodnej. Od 1 grudnia 2021 dyrektor Wspólnoty Energetycznej z siedzibą w Wiedniu.

## Życiorys
Artur Lorkowski jest absolwentem międzynarodowych stosunków gospodarczych i politycznych w Szkole Głównej Handlowej (1999), był stypendystą na Uniwersytecie w Getyndze (1997–1998). Ukończył Krajową Szkołę Administracji Publicznej (IX promocja, 1999–2001), odbył praktykę w Biurze Premiera Landu Bawaria (2000). W 2012 uczestniczył w programie Departamentu Stanu USA International Visitor Leadership Programme, a w 2013 był Senior Associate Member w St. Antony’s College Uniwersytetu w Oksfordzie.
W latach 2001–2009 był pracownikiem Urzędu Komitetu Integracji Europejskiej, gdzie od 2003 zajmował stanowisko zastępcy dyrektora Departamentu Polityki Integracyjnej odpowiedzialnego za tematy COREPER I (transport i energia, konkurencyjność, środowisko, rolnictwo i rybołówstwo, sprawy społeczne i zatrudnienie oraz kultura i młodzież). W 2010 rozpoczął pracę w Ministerstwie Spraw Zagranicznych. Pełnił funkcję m.in. zastępcy dyrektora Departamentu Polityki Ekonomicznej, od 2012 Departamentu Ekonomicznego Unii Europejskiej, gdzie odpowiadał za obszar polityki energetycznej i klimatycznej. Był zaangażowany m.in. w budowanie relacji energetycznych ze Słowacją, Czechami, Niemcami oraz państwami bałtyckimi czy negocjacje polsko-rosyjskiego porozumienia gazowego z 2010. Od 18 czerwca 2013 do 30 czerwca 2017 był ambasadorem RP w Wiedniu. Po powrocie z placówki m.in. pełnił funkcję Specjalnego Wysłannika Ministra Spraw Zagranicznych do spraw klimatu i odpowiadał za przygotowanie szczytu klimatycznego w Katowicach. W marcu 2020 otrzymał od Ministra Klimatu nominację na stanowisko zastępcy prezesa Zarządu Narodowego Funduszu Ochrony Środowiska i Gospodarki Wodnej. W 2021 na wniosek Komisji Europejskiej został jednomyślnie zaakceptowany na dyrektora Sekretariatu Wspólnoty Energetycznej z siedzibą w Wiedniu. Stanowisko objął 1 grudnia 2021.  
Zna języki: niemiecki, angielski, rosyjski i francuski. Żonaty z Moniką Janusz-Lorkowską, pracowniczką dydaktyczno-naukową. Mają syna.  

## Odznaczenia
- Srebrny Krzyż Zasługi (2005)[3][14]
- Złoty Krzyż Zasługi (2011)[15][16]